# Sous-préfecture de Vila Maria/Vila Guilherme
 (septembre 2022).
La mise en forme du texte ne suit pas les recommandations de Wikipédia : il faut le « wikifier ».
Les points d'amélioration suivants sont les cas les plus fréquents. Le détail des points à revoir est peut-être précisé sur la page de discussion.
- Les titres sont pré-formatés par le logiciel. Ils ne sont ni en capitales, ni en gras.
- Le texte ne doit pas être écrit en capitales (les noms de famille non plus), ni en gras, ni en italique, ni en « petit »…
- Le gras n'est utilisé que pour surligner le titre de l'article dans l'introduction, une seule fois.
- L'italique est rarement utilisé : mots en langue étrangère, titres d'œuvres, noms de bateaux, etc.
- Les citations ne sont pas en italique mais en corps de texte normal. Elles sont entourées par des guillemets français : « et ».
- Les listes à puces sont à éviter, des paragraphes rédigés étant largement préférés. Les tableaux sont à réserver à la présentation de données structurées (résultats, etc.).
- Les appels de note de bas de page (petits chiffres en exposant, introduits par l'outil «  Source ») sont à placer entre la fin de phrase et le point final[comme ça].
- Les liens internes (vers d'autres articles de Wikipédia) sont à choisir avec parcimonie. Créez des liens vers des articles approfondissant le sujet. Les termes génériques sans rapport avec le sujet sont à éviter, ainsi que les répétitions de liens vers un même terme.
- Les liens externes sont à placer uniquement dans une section « Liens externes », à la fin de l'article. Ces liens sont à choisir avec parcimonie suivant les règles définies. Si un lien sert de source à l'article, son insertion dans le texte est à faire par les notes de bas de page.
- La présentation des références doit suivre les conventions bibliographiques. Il est recommandé d'utiliser les modèles {{Ouvrage}}, {{Chapitre}}, {{Article}}, {{Lien web}} et/ou {{Bibliographie}}. Le mode d'édition visuel peut mettre en forme automatiquement les références.
- Insérer une infobox (cadre d'informations à droite) n'est pas obligatoire pour parachever la mise en page.

Pour une aide détaillée, merci de consulter Aide:Wikification.
Si vous pensez que ces points ont été résolus, vous pouvez retirer ce bandeau et améliorer la mise en forme d'un autre article.
La sous-préfecture de Vila Maria/Vila Guilherme est régie par la loi no 13 999 du 1er août 2002 et est l'une des 32 sous-préfectures de la municipalité de São Paulo. Il comprend trois districts : Vila Maria, Vila Guilherme et Vila Medeiros, qui représentent ensemble une superficie de 26,4 km2, habitée par plus de 302 mille personnes.

## Histoire
La région a été initialement occupée par les Portugais au XXe siècle, à travers de nombreux conflits et désaccords de la part de la population locale. Le lot Vila Maria n'a été fondé qu'en 1917, avec l'aide de la Companhia Paulistana de Terrenos. Ce nom a été donné au quartier en l'honneur de l'épouse d'un ancien propriétaire terrien de la région.
Le premier pont sur le site a été construit en 1918. Cependant, l'utilisation du bateau comme moyen de transport était encore plus utilisée car la région est affectée par des inondations constantes en raison de sa proximité avec la rivière Tietê. Dans le même temps, deux quartiers ont commencé à se développer dans les environs, parmi lesquels Vila Guilherme et Vila Medeiros, tous deux annexés plus tard à Vila Maria.
L'immigration portugaise dans la région a été d'une grande intensité pendant plus de 40 ans, ce qui a entraîné la grande influence de la culture portugaise dans le lieu. L'une des coutumes traditionnelles de ces immigrants qui se développa rapidement dans le district était celle du trot à cheval. D'abord portugaise, la Sociedade do Trote est créée en 1944 avec l'aide d'immigrants italiens. Au fil des années, l'appréciation du trot perdit de sa force jusqu'à ce que sa dégradation inévitable matérialise l'avenir de l'espace dans lequel se déroulait le trot, qui devint un grand espace vert à ajouter aux loisirs de la population régionale actuelle.
Actuellement, la région de Vila Maria est composée non seulement de Portugais, mais d'une grande variété de groupes ethniques, allant de petits groupes hongrois à des immigrants du nord, du nord-est et de la Bolivie.

## Compétences
La sous-préfecture de Vila Maria/Vila Guilherme, régie par la loi nº 13.999/02, a pour principales compétences : d'instituer des mécanismes de démocratisation de la gestion publique, de renforcer les formes participatives au niveau régional, d'induire le développement local, de mettre en œuvre des politiques prendre en compte le public et faciliter l'accès et la transparence des services publics, les rendant plus proches de la population.
La prise de décision, la direction, la gestion et le contrôle des affaires municipales au niveau local sont assurés par le sous-préfet, actuellement Dário José Barreto.